# Galati Mamertino
Galati Mamertino est une commune italienne de la province de Messine, dans la région Sicile.

## Administration
| Période                                  | Période | Identité | Étiquette | Qualité |
| ---------------------------------------- | ------- | -------- | --------- | ------- |
|                                          |         |          |           |         |
| Les données manquantes sont à compléter. |         |          |           |         |

### Hameaux
San Basilio

### Communes limitrophes
Frazzanò, Longi, San Salvatore di Fitalia, Tortorici

## Personnalités
- Francesca Serio (1903-1992), activiste italienne, est née à Galati Mamertino.